# Шлумпф, Леон
Леон Шлумпф (нем. Leon Schlumpf; 3 февраля 1925 года, Фельсберг, кантон Граубюнден, Швейцария — 7 июля 2012 года) — швейцарский политик, президент.

## Биография
Леон Шлумпф изучал право в Университете Цюриха и в 1951 году получил степень доктора юридических наук. В 1951 году открыл свою адвокатскую контору в Куре. С 1955 по 1965 год был членом Большого совета Граубюндена, а в 1964 возглавлял его, представляя Демократическую партию. С 1966 по 1974 год руководил департаментом внутренних дел в правительстве кантона. Затем был членом Национального совета (1967—1974) и Совета кантонов (1974—1979) швейцарского парламента. В 1971 году Шлумпф стал одним из архитекторов Народной партии, в которую вошла Демократическая партия кантона Граубюнден. В декабре 1979 года избран в Федеральный совет (правительство) Швейцарии.
- 1 января — 31 декабря 1964 год — президент Большого совета Граубюндена.
- 1 января — 31 декабря 1969 год — президент Малого совета Граубюндена.
- 1 января — 31 декабря 1974 год — глава правительства Граубюндена.
- 5 декабря 1979 — 31 декабря 1987 год — член Федерального совета Швейцарии.
- 1 января 1980 — 31 декабря 1987 — начальник департамента (министр) транспорта, коммуникаций и энергетики.
- 1 января — 31 декабря 1984 — президент Швейцарии.

## Семья
Его дочь, Эвелине Видмер-Шлумпф, с 2007 года является членом Федерального совета Швейцарии и возглавляет департамент финансов. В 2012 году она была президентом Швейцарии.